# 耳光水蚤
耳光水蚤（学名：Lucicutia aurita）为光水蚤科光水蚤屬下的一个种。